# Zimní paralympijské hry 1988
Zimní paralympijské hry 1988, oficiálně IV. zimní paralympijské hry (německy Paralympische Winterspiele 1988), se konaly ve rakouském Innsbrucku. Slavnostní zahájení proběhlo 17. ledna 1988, ukončení se pak uskutečnilo 24. ledna 1988.
Kvůli finančním potížím se hry nekonaly v Calgary.

## Seznam sportů
- Biathlon
- Běh na lyžích
- Alpské lyžování
- Sledge rychlobruslení

## Pořadí národů
| Pořadí | Země            | Zlato | Stříbro | Bronz | Celkem |
| ------ | --------------- | ----- | ------- | ----- | ------ |
| 1      | Norsko          | 25    | 21      | 14    | 60     |
| 2      | Rakousko        | 20    | 10      | 14    | 44     |
| 3      | Západní Německo | 9     | 11      | 10    | 30     |
| 4      | Finsko          | 9     | 8       | 8     | 25     |
| 5      | Švýcarsko       | 8     | 7       | 8     | 23     |
| 6      | USA             | 7     | 17      | 6     | 30     |
| 7      | Francie         | 5     | 5       | 3     | 13     |
| 8      | Kanada          | 5     | 3       | 5     | 13     |
| 9      | Švédsko         | 3     | 7       | 5     | 15     |
| 10     | Itálie          | 3     | 0       | 6     | 9      |

## Československo na ZPH 1988
Československo reprezentovali 4 paralympionici, ale nezískali žádnou medaili.